# Sigerico el Serio
Sigerico (950?-28 de octubre de 994) fue arzobispo de Canterbury desde 990 hasta 994, recordado por haber dejado la descripción de un viaje de regreso desde Roma, que es uno de los primeros testimonios medievales de dicha peregrinación y de las vías romeas. Fue precedido en el cargo por Æthelgar (988–989) y sucedido por Aelfrico (995-1005). 
No está claro de dónde proviene el epíteto de el Serio, si vendría de que era muy estudioso o si sería una transliteración de su nombre al latín como Serio.

## Biografía
Sigerico fue educado en Glastonbury, donde tomó las órdenes sagradas. Fue elegido abad de la abadía de San Agustín en Canterbury en 980 y consagrado por el arzobispo Dunstán como obispo de Ramsbury (Wiltshire) en 985 o 986,: 220  y de Sonning (en Berkshire). Fue transferido al obispado de Canterbury en 990.: 214  Pudo haber sido un discípulo de Dunstan.: 50 
Sigerico hizo la peregrinación a Roma siguiendo la Vía Francígena para recibir su palium hacia 990, y todavía existen registros de la época de ese viaje.
Fue Sigerico quien asesoró al rey Æthelred para que pagase tributo al rey danés invasor Svend I de Dinamarca en 991. Æthelred entregó a Sweyn 10 000 libras de plata, y Sweyn cesó temporalmente su avance destructivo hacia Inglaterra, aunque más tarde regresó para recaudar más tributos. Las exigencias cada vez mayores de Sweyn en los años siguientes causaron que se cobrase un impuesto extenuador, conocido como el Danegeld, a los habitantes de los territorios de Æthelred.
En 994, Sigerico pagó tributo a los daneses para evitar que la catedral de Canterbury fuera incendiada.: 52  En el mismo año, un diploma garantizando derechos a la diócesis de Cornwall y al obispo Ealdred de Cornwall se dijo que fue escrito por Sigerico, pero es poco probable que el documento fuese escrito por el arzobispo.
Siendo abad, Aelfrico le dedicó un libro de homilías traducidas.: 62  También aconsejó al rey Æthelred para fundar la abadía de Cholsey en Berkshire en honor del rey Eduardo el Mártir, además de haber inmortalizado a Edward en la abadía de Shaftesbury.: 36 
Sigerico murió el 28 de octubre 994.: 214  Fue enterrado en la iglesia de Cristo, Canterbury. Su testamento dejó tapices a Glastonbury, así como una valiosa colección de libros a su iglesia en Sonning.

## Peregrinación a Roma
Hacia el año 990 A.D., el arzobispo Sigerico viajó desde Canterbury a Roma y luego de vuelta, pero solo documentó el itinerario del viaje de regreso. El regreso de Sigerico consistió en 80 etapas con un promedio de alrededor de 20 km por día, con un total de unos 1700 km, y se encuentra descrito en un manuscrito en la Biblioteca Británica (ms. Cotton Tiberius B.v., folios 34 et 35).
La mayoría de los peregrinos de hoy desean seguir la ruta documentada de Sigerico en el orden inverso, es decir, desde Canterbury a Roma, por lo que viajan desde Canterbury a la costa inglesa antes de cruzar el Canal de la Mancha hasta Sumeran (ahora llamado Sombres), desembarcando en el pueblo costero de Wissant. A partir de ahí, el peregrino actual debe viajar a los lugares que Sigerico conocía como Gisne, Teranburh, Bruaei, Atherats, antes de continuar hacia Reims, Châlons-sur-Marne, Bar-sur-Aube, Langres, Besançon, Pontarlier, Lausanne y Saint-Maurice. Desde Saint-Maurice deben atravesar el Gran Paso de San Bernardo hasta Aosta y desde Aosta han de pasar por Ivrea, Vercelli, Pavía, Fidenza, Pontremoli, Filattiera, Aulla, Luni, Lucca, San Gimignano, Poggibonsi, Siena, San Quirico d'Orcia, Bolsena, Viterbo y Sutri antes de llegar finalmente a la ciudad de Roma.
| N.º     | Etapas descritas por Sigerico | Etapas descritas por Sigerico                                    | Los tramos hoy de la Vía Francígena                      | Los tramos hoy de la Vía Francígena | Región               | País    |
| ------- | ----------------------------- | ---------------------------------------------------------------- | -------------------------------------------------------- | ----------------------------------- | -------------------- | ------- |
| I       | Urbs Roma                     | Roma                                                             | Roma - La Storta                                         | 14,8                                | Lacio                | Italia  |
| II      | Johannis VIIII                | San Giovanni in Nono (La Storta)                                 | La Storta - Campagnano di Roma                           | 25,6                                | Lacio                | Italia  |
| III     | Bacane                        | Baccano (Campagnano di Roma)                                     | Campagnano di Roma - Sutri                               | 22,3                                | Lacio                | Italia  |
| IlIl    | Suteria                       | Sutri                                                            | Sutri - Vetralla                                         | 22,1                                | Lacio                | Italia  |
| V       | Furcari                       | Vetralla (Forcassi)                                              | Vetralla - Viterbo                                       | 17,9                                | Lacio                | Italia  |
| VI      | Sce Valentine                 | Viterbo (Bullicame)                                              | Viterbo - Montefiascone                                  | 18,7                                | Lacio                | Italia  |
| VII     | Sce Flaviane                  | Montefiascone                                                    | Montefiascone - Bolsena                                  | 18                                  | Lacio                | Italia  |
| VIII    | Sca Cristina                  | Bolsena                                                          | Bolsena - Acquapendente                                  | 20,2                                | Lacio                | Italia  |
| IX      | Aquapendente                  | Acquapendente                                                    | Acquapendente - Ponte a Rigo                             | 13,8                                | Umbría               | Italia  |
| X       | Sce Petir in Pail             | San Pietro in Paglia (Voltole)                                   | Ponte a Rigo - Radicofani                                | 10,7                                | Umbría               | Italia  |
| XI      | Abricula                      | Briccole di Sotto                                                | Radicofani - Bagno Vignoni                               | 27,4                                | Umbría               | Italia  |
| XI      | Abricula                      | Briccole di Sotto                                                | Bagno Vignoni - San Quirico d'Orcia                      | 5,3                                 | Umbría               | Italia  |
| XII     | Sce Quiric                    | San Quirico d'Orcia                                              | San Quirico d'Orcia - Torrenieri                         | 7,4                                 | Toscana              | Italia  |
| XIII    | Turreiner                     | Torrenieri (parte de Montalcino)                                 | Torrenieri - Buonconvento                                | 13,5                                | Toscana              | Italia  |
| XIII    | Turreiner                     | Torrenieri (parte de Montalcino)                                 | Buonconvento - Ponte d'Arbia                             | 5,7                                 | Toscana              | Italia  |
| XIV     | Arbia                         | Ponte d'Arbia (parte de Monteroni d'Arbia)                       | Ponte d'Arbia - Monteroni d'Arbia                        | 9,8                                 | Toscana              | Italia  |
| XIV     | Arbia                         | Ponte d'Arbia (parte de Monteroni d'Arbia)                       | Monteroni d'Arbia - Siena                                | 17,9                                | Toscana              | Italia  |
| XV      | Seocine                       | Siena                                                            | Siena - Monteriggioni                                    | 20,5                                | Toscana              | Italia  |
| XV      | Seocine                       | Siena                                                            | Monteriggioni - Badia a Isola                            | 3,5                                 | Toscana              | Italia  |
| XVI     | Burgenove                     | Badia a Isola (parte de Monteriggioni)                           | Badia a Isola - San Gimignano                            | 20,5/25,5                           | Toscana              | Italia  |
| XVII    | Aelse                         | Gracciano (Pieve d'Elsa (parte de Colle di Val d'Elsa)           | Badia a Isola - San Gimignano                            | 20,5/25,5                           | Toscana              | Italia  |
| XVIII   | Sce Martin in Fosse           | San Martino Fosci (Molino d'Aiano (parte de Colle di Val d'Elsa) | Badia a Isola - San Gimignano                            | 20,5/25,5                           | Toscana              | Italia  |
| XIX     | Sce Gemiane                   | San Gimignano                                                    | San Gimignano - Gambassi Terme                           | 14,5                                | Toscana              | Italia  |
| XX      | Sce Maria Glan                | Santa Maria a Chianni cerca de Gambassi Terme                    | Gambassi Terme - Coiano                                  | 12,2                                | Toscana              | Italia  |
| XXI     | Sce Peter Currant             | Coiano (hoy parte de Castelfiorentino)                           | Coiano- San Miniato Alto                                 | 12,1                                | Toscana              | Italia  |
| XXII    | Sce Dionisii                  | San Genesio cerca de San Miniato                                 | San Miniato Alto - Fucecchio                             | 7,6                                 | Toscana              | Italia  |
| XXIII   | Arne Blanca                   | Fucecchio                                                        | Fucecchio - Ponte a Cappiano                             | 4,9                                 | Toscana              | Italia  |
| XXIII   | Aqua Nigra                    | Ponte a Cappiano (parte de Fucecchio)                            | Ponte a Cappiano - Porcari                               | 19,7                                | Toscana              | Italia  |
| XXV     | Forcri                        | Porcari                                                          | Porcari - Lucca                                          | 10,6                                | Toscana              | Italia  |
| XXVI    | Luca                          | Lucca                                                            | Lucca - Camaiore                                         | 24,2                                | Toscana              | Italia  |
| XXVII   | Campmaior                     | Pieve di Camaiore                                                | Camaiore - Pietrasanta                                   | 8,2                                 | Liguria              | Italia  |
| XXVII   | Campmaior                     | Pieve di Camaiore                                                | Pietrasanta - Massa                                      | 15,8                                | Liguria              | Italia  |
| XXVII   | Campmaior                     | Pieve di Camaiore                                                | Massa - Luna                                             | 14,8                                | Liguria              | Italia  |
| XXVIII  | Luna                          | Luni                                                             | Luna - Sarzana                                           | 12,7                                | Liguria              | Italia  |
| XXIX    | Sce Stephane                  | San Stefano di Magra                                             | Sarzana - Aulla                                          | 16,3                                | Liguria              | Italia  |
| XXX     | Aguilla                       | Aulla                                                            | Aulla - Villafranca in Lunigiana                         | 15,3                                | Liguria              | Italia  |
| XXX     | Aguilla                       | Aulla                                                            | Villafranca in Lunigiana - Pontremoli                    | 19,1                                | Liguria              | Italia  |
| XXXI    | Puntremel                     | Pontremoli                                                       | Pontremoli - Berceto                                     | 29,4                                | Liguria              | Italia  |
| XXXII   | Sce Benedicte                 | Montelungo                                                       | Pontremoli - Berceto                                     | 29,4                                | Liguria              | Italia  |
| XXXIII  | Sce Moderanne                 | Berceto                                                          | Berceto - Cassio di Terenzo                              | 10,4                                | Liguria              | Italia  |
| XXXIII  | Sce Moderanne                 | Berceto                                                          | Cassio di Terenzo - Fornovo di Taro                      | 19,8                                | Liguria              | Italia  |
| XXXIV   | Philemangenur                 | Fornovo di Taro (o Felegara)                                     | Fornovo di Taro - Medesano                               | 9,2                                 | Liguria              | Italia  |
| XXXIV   | Philemangenur                 | Fornovo di Taro (o Felegara)                                     | Medesano - Costamezzana                                  | 9,7                                 | Liguria              | Italia  |
| XXXV    | Metane                        | Costamezzana (Medesano)                                          | Costamezzana - Fidenza                                   | 10,8                                | Liguria              | Italia  |
| XXXVI   | Sce Domnine                   | Fidenza (up till 1927 called Borgo San Donino)                   | Fidenza - Fiorenzuola d'Arda                             | 22,3                                | Liguria              | Italia  |
| XXXVII  | Floricum                      | Fiorenzuola d'Arda                                               | Fiorenzuola d'Arda - Piacenza                            | 26,4                                | Liguria              | Italia  |
| XXXVIII | Placentia                     | Piacenza                                                         | Piacenza - Santa Cristina e Bissone (cruzando el río Po) | 38,2                                | Emilia-Romaña        | Italia  |
| XXXIX   | Sce Andrea                    | Corte San Andrea                                                 | Piacenza - Santa Cristina e Bissone (cruzando el río Po) | 38,2                                | Emilia-Romaña        | Italia  |
| XL      | Sce Cristine                  | Santa Cristina e Bissone                                         | Santa Cristina e Bissone - Pavía                         | 27,4                                | Emilia-Romaña        | Italia  |
| XLI     | Pamphica                      | Pavía                                                            | Pavía - Gropello Cairoli                                 | 18,1                                | Piamonte             | Italia  |
| XLI     | Pamphica                      | Pavía                                                            | Gropello Cairoli - Tromello                              | 13,5                                | Piamonte             | Italia  |
| XLII    | Tremel                        | Tromello                                                         | Tromello - Mortara                                       | 18,1                                | Piamonte             | Italia  |
| XLII    | Tremel                        | Tromello                                                         | Mortara - Robbio                                         | 14,2                                | Piamonte             | Italia  |
| XLII    | Tremel                        | Tromello                                                         | Robbio - Vercelli                                        | 19,7                                | Piamonte             | Italia  |
| XLIII   | Vercel                        | Vercelli                                                         | Vercelli - Santhià                                       | 28,6                                | Piamonte             | Italia  |
| XLIV    | Sca Agatha                    | Santhià                                                          | Santhià - Viverone                                       | 16,2                                | Piamonte             | Italia  |
| XLIV    | Sca Agatha                    | Santhià                                                          | Viverone - Ivrea                                         | 21,4                                | Piamonte             | Italia  |
| XLV     | Everi                         | Ivrea                                                            | Ivrea - Pont-Saint-Martin                                | 25,2                                | Piamonte             | Italia  |
| XLVI    | Publei                        | (Pontey ?) Pont-Saint-Martin                                     | Pont-Saint-Martin - Arnad                                | 15,9                                | Aosta                | Italia  |
| XLVI    | Publei                        | (Pontey ?) Pont-Saint-Martin                                     | Arnad - Saint-Vincent                                    | 22,4                                | Aosta                | Italia  |
| XLVI    | Publei                        | (Pontey ?) Pont-Saint-Martin                                     | Saint-Vincent - Nus                                      | 22,3                                | Aosta                | Italia  |
| XLVI    | Publei                        | (Pontey ?) Pont-Saint-Martin                                     | Nus - Aosta                                              | 15,9                                | Aosta                | Italia  |
| XLVII   | Agusta                        | Aosta                                                            | Aosta - Saint-Rhémy-en-Bosses                            | 25,6                                | Aosta                | Italia  |
| XLVIII  | Sce Remei                     | Saint-Rhémy-en-Bosses                                            | Saint-Rhémy-en-Bosses - Great St Bernard Hospice         | 6,3                                 | Aosta                | Italia  |
| XLVIII  | Sce Remei                     | Saint-Rhémy-en-Bosses                                            | Great St Bernard Hospice - Bourg-Saint-Pierre            | 13,8                                | Aosta                | Italia  |
| XLIX    | Petrecastel                   | Bourg-Saint-Pierre                                               | Bourg-Saint-Pierre - Orsières                            | 15,4                                | Cantón del Valais    | Suiza   |
| L       | Ursiores                      | Orsières                                                         | Orsières - Martigny                                      | 18,5                                | Cantón del Valais    | Suiza   |
| L       | Ursiores                      | Orsières                                                         | Martigny - Saint-Maurice                                 | 17,0                                | Cantón del Valais    | Suiza   |
| LI      | Sce Maurici                   | Saint-Maurice                                                    | Saint-Maurice - Aigle                                    | 18,0                                | Cantón del Valais    | Suiza   |
| LII     | Burbulei                      | Aigle                                                            | Aigle - Villeneuve                                       | 12,7                                | Cantón de Vaud       | Suiza   |
| LII     | Burbulei                      | Aigle                                                            | Villeneuve - Montreux                                    | 5,9                                 | Cantón de Vaud       | Suiza   |
| LII     | Burbulei                      | Aigle                                                            | Montreux - Vevey                                         | 8,4                                 | Cantón de Vaud       | Suiza   |
| LIII    | Vivaec                        | Vevey                                                            | Vevey - Cully                                            | 11,3                                | Cantón de Vaud       | Suiza   |
| LIII    | Vivaec                        | Vevey                                                            | Cully - Lausanne                                         | 12,9                                | Cantón de Vaud       | Suiza   |
| LIV     | Losanna                       | Lausanne                                                         | Lausanne - Orbe                                          | 32,0                                | Cantón de Vaud       | Suiza   |
| LV      | Urba                          | Orbe                                                             | Orbe - Pontarlier                                        | 40,2                                | Cantón de Vaud       | Suiza   |
| LVI     | Antifern                      | Yverdon-les-Bains                                                | Orbe - Pontarlier                                        | 40,2                                | Franco Condado       | Francia |
| LVII    | Punterlin                     | Pontarlier                                                       | Pontarlier - Ouhans                                      | 17,0                                | Franco Condado       | Francia |
| LVII    | Punterlin                     | Pontarlier                                                       | Ouhans - Chasnans                                        | 18,0                                | Franco Condado       | Francia |
| LVIII   | Nos                           | Nods                                                             | Chasnans- Étalans (cerca de Nods)                        | 9,8                                 | Franco Condado       | Francia |
| LVIII   | Nos                           | Nods                                                             | Étalans - Besançon                                       | 27,0                                | Franco Condado       | Francia |
| LIX     | Bysiceon                      | Besançon                                                         | Cussey-sur-l'Ognon - Besançon                            | 17,0                                | Franco Condado       | Francia |
| LX      | Cuscei                        | Cussey-sur-l'Ognon                                               | Cussey-sur-l'Ognon - Gy                                  | 16,4                                | Franco Condado       | Francia |
| LX      | Cuscei                        | Cussey-sur-l'Ognon                                               | Gy - Savoyeux (cerca de Seveux)                          | 20,6                                | Franco Condado       | Francia |
| LXI     | Sefui                         | Seveux                                                           | Savoyeux - Dampierre-sur-Salon                           | 5,5                                 | Franco Condado       | Francia |
| LXI     | Sefui                         | Seveux                                                           | Dampierre-sur-Salon - Coublanc (cerca de Grenant)        | 27,7                                | Franco Condado       | Francia |
| LXII    | Grenant                       | Grenant                                                          | Coublanc - Langres (cerca de Humes-Jorquenay)            | 27,0                                | Champagne-Ardenas    | Francia |
| LXIII   | Oisma                         | Humes-Jorquenay                                                  | Langres - Châteauvillain (cerca de Blessonville)         | 40,9                                | Champagne-Ardenas    | Francia |
| LXIV    | Blaecuile                     | Blessonville                                                     | Châteauvillain - Bar-sur-Aube                            | 32,9                                | Champagne-Ardenas    | Francia |
| LXV     | Bar                           | Bar-sur-Aube                                                     | Bar-sur-Aube - Brienne le Château                        | 26,9                                | Champagne-Ardenas    | Francia |
| LXVI    | Breone                        | Brienne-le-Château                                               | Brienne le Château - Donnement                           | 17,8                                | Champagne-Ardenas    | Francia |
| LXVII   | Domaniant                     | Donnement                                                        | Donnement - Coole                                        | 25,7                                | Champagne-Ardenas    | Francia |
| LXVIII  | Funtaine                      | Fontaine sur Coole                                               | Coole - Châlons-en-Champagne                             | 27,0                                | Champagne-Ardenas    | Francia |
| LXIX    | Chateluns                     | Châlons-en-Champagne                                             | Châlons-en-Champagne - Trépail                           | 25,8                                | Champagne-Ardenas    | Francia |
| LXIX    | Chateluns                     | Châlons-en-Champagne                                             | Trépail - Reims                                          | 28,1                                | Champagne-Ardenas    | Francia |
| LXX     | Rems                          | Reims                                                            | Reims - Hermonville                                      | 16,3                                | Champagne-Ardenas    | Francia |
| LXX     | Rems                          | Reims                                                            | Hermonville - Corbeny                                    | 20,1                                | Champagne-Ardenas    | Francia |
| LXXI    | Corbunei                      | Corbeny                                                          | Corbeny - Bouconville-Vauclair                           | 4,5                                 | Picardia             | Francia |
| LXXI    | Corbunei                      | Corbeny                                                          | Bouconville-Vauclair - Laon                              | 18,6                                | Picardia             | Francia |
| LXXII   | Mundlothuin                   | Laon                                                             | Laon - Tergnier                                          | 33,0                                | Picardia             | Francia |
| LXXII   | Mundlothuin                   | Laon                                                             | Tergnier - Seraucourt-le-Grand                           | 17,0                                | Picardia             | Francia |
| LXXIII  | Martinwaeth                   | Seraucourt-le-Grand                                              | Seraucourt-le-Grand - Doingt                             | 29,2                                | Picardia             | Francia |
| LXXIV   | Duin                          | Doingt                                                           | Doingt - Péronne                                         | 3,0                                 | Picardia             | Francia |
| LXXIV   | Duin                          | Doingt                                                           | Péronne - Bapaume                                        | 25,3                                | Picardia             | Francia |
| LXXIV   | Duin                          | Doingt                                                           | Bapaume - Arras                                          | 26,2                                | Picardia             | Francia |
| LXXV    | Atherats                      | Arras                                                            | Arras - Bruay-la-Buissière                               | 33,6                                | Norte-Paso de Calais | Francia |
| LXXVI   | Bruwaei                       | Bruay-la-Buissière                                               | Bruay-la-Buissière - Auchy-au-Bois                       | 19,0                                | Norte-Paso de Calais | Francia |
| LXXVI   | Bruwaei                       | Bruay-la-Buissière                                               | Auchy-au-Bois - Thérouanne                               | 15,1                                | Norte-Paso de Calais | Francia |
| LXXVII  | Teranburh                     | Thérouanne                                                       | Thérouanne - Wisques                                     | 13,2                                | Norte-Paso de Calais | Francia |
| LXXVII  | Teranburh                     | Thérouanne                                                       | Wisques - Licques                                        | 23,9                                | Norte-Paso de Calais | Francia |
| LXXVII  | Teranburh                     | Thérouanne                                                       | Licques - Guînes                                         | 15,7                                | Norte-Paso de Calais | Francia |
| LXXVIII | Gisne                         | Guînes                                                           | Guînes - Wissant                                         | 20,2                                | Norte-Paso de Calais | Francia |
| LXIX    | etapa perdida                 |                                                                  |                                                          |                                     | Norte-Paso de Calais | Francia |
| LXXX    | Sumeran                       | Sombre (parte de Wissant)                                        | Wissant - Calais                                         | 19,7                                | Norte-Paso de Calais | Francia |

Después Sigerico cruzó el Canal de la Mancha y regresó a Canterbury. Esta parte del viaje no se menciona en el manuscrito.